# 1981年の音楽
1981年の音楽（1981ねんのおんがく）では、1981年（昭和56年）の音楽の分野の動向についてまとめる。
1980年の音楽-1981年の音楽-1982年の音楽

## 概要・できごと
ボブ・マーリィ、ビル・ヘイリー、ハリー・チェイピンらが死去した

## 詳細
- 1月24日 - 日本テレビ等の出資によるレコード・映像ソフト会社「バップ (VAP, Visual Audio Project)」が設立された。
- 3月11日 - 東京都渋谷区にライブハウス「shibuya eggman」がオープン。こけら落しの公演は桑田佳祐率いる「桑田バンド」[注 1]、山下久美子らであった。
- 3月23日 - 日本テレビ系の歌謡番組『NTV紅白歌のベストテン』が終了、11年半の歴史に幕。翌週より新番組『ザ・トップテン』が放送開始（ - 1986年3月31日）。
- 3月31日 - ピンク・レディーがこの日、後楽園球場（現東京ドーム）でのコンサートをもって解散[注 2]。
- 6月18日 - 寺尾聰の「ルビーの指環」がTBS系『ザ・ベストテン』において11週連続1位の新記録を達成。このときの模様はゴールドレコードに録音された。また、この記録（翌週も1位を獲得し、最終的には12週1位）は番組終了まで破られることはなかった。
- 8月1日 -  アメリカ合衆国でポピュラー音楽専門のケーブルテレビのチャンネル『MTV』が発足。
- 8月31日 - 石野真子が長渕剛との婚約・結婚のため芸能界を引退[注 3]。
- 11月7日 - アリスがこの日、後楽園球場でのコンサートをもって活動停止[注 4]。
- 12月31日
  - 第23回日本レコード大賞　「ルビーの指環」／寺尾聰
最優秀歌唱賞　岩崎宏美／「すみれ色の涙」、最優秀新人賞　近藤真彦／「ギンギラギンにさりげなく」
  - 第32回NHK紅白歌合戦

## 洋楽

### シングル
| - ブロンディ 「夢見るNo.1」「ラプチュアー」 - マーティ・バーリン 「ハート悲しく」 - ゲイリーUSボンズ 「ディス・リトル・ガール」 - シャンペーン 「ハウ・アバウト・アス」 - キム・カーンズ 「ベティ・デイビスの瞳」 - ローザンヌ・キャッシュ – Seven Year Ache - クライマックス・ブルース・バンド 「アイ・ラヴ・ユー」 - Depeche Mode – Just Can't Get Enough - Dire Straits – Romeo and Juliet - Dollar – Mirror Mirror - Duran Duran – Girls on Film - Duran Duran – Planet Earth - アース・ウィンド&ファイア「レッツ・グルーヴ」 - Freestyle – Fantasi - The Go-Go's – We Got the Beat - ヒューマン・リーグ「ラヴ・アクション」 - アース・ウィンド&ファイア「レッツ・グルーヴ」 - オークリッジ・ボーイズ 「エルヴァイラ」 | - ギャップ・バンド 「バーン・ラバー」 - クイーン&デヴィッド・ボウイ「アンダー・プレッシャー」 - クインシー・ジョーンズ 「愛のコリーダ」 - ジョージ・ハリスン 「過ぎ去りし日々」 - ジョン・レノン「ウーマン」 - スモーキー・ロビンソン 「ビーイング・ウィズ・ユー」 - テイスト・オブ・ハニー「スキヤキ81」 - ドン・マクリーン 「クライング」 - トーキング・ヘッズ 「ハウシズ・イン・モーション」 - トム・トム・クラブ 「悪魔のラヴ・ソング」「おしゃべり魔女」 - フォリナー 「アージェント」「ガール・ライク・ユー」 - ボブ・シーガー 「暴走マイライフ」 - ルル 「思い出のかけら」 - レイクサイド 「ファンタスティック・ヴォヤージ」 - オリビア・ニュートン＝ジョン「フィジカル」 - レイ・パーカー・ジュニア&レイディオ 「ウーマン・ニーズ・ラヴ」 - ロキシー・ミュージック 「ジェラス・ガイ」 - ローリー・アンダーソン 「オー! スーパーマン」 - ロニー・ミルサップ 「ゆるしてダーリン」 - ローリング・ストーンズ 「スタート・ミー・アップ」。 - グローヴァー・ワシントン・ジュニア（ヴォーカル：ビル・ウィザース） 「クリスタルの恋人たち」 - スティーヴ・ウィンウッド 。「ユー・シー・ア・チャンス」 |

### アルバム
- 10 cc – テン・アウト・オブ・10
- アバ – The Visitors
- AC/DC – For Those About to Rock (We Salute You)
- The Adolescents – The Adolescents
- Aerosmith – Greatest Hits
- Bad Religion – Bad Religion
- The Beach Boys – Ten Years Of Harmony (1970–1980)
- The Beat – Wha'ppen?
- Black Sabbath – Mob Rules
- Blue Öyster Cult – Fire of Unknown Origin
- バグルス – The Age of Plastic
- フィル・コリンズ 『フェイス・ヴァリュー』
- ディーヴォ 『ニュー・トラディショナリスツ』
- アート・ガーファンクル – Scissors Cut
- ギャップ・バンド – Gap Band Ⅲ
- ジェネシス – アバカブ
- アイアン・メイデン 『キラーズ』
- ジャーニー 『エスケイプ』
- ジョイ・ディヴィジョン 『スティル』
- ジョージ・ハリスン – Somewhere in England
- ジャパン – Tin Drum
- Judas Priest – Point of Entry
- スティーヴィー・ニックス 『麗しのベラ・ドンナ』
- トム・スコット 『アップル・ジュース』
- ニュー・オーダー 『ムーブメント』
- ネヴィル・ブラザーズ 『ファイヨー・オン・ザ・バイユー』
- ヘヴン17 – Penthouse and Pavement
- The Human League – Dare
- リック・ジェイムズ – Street Songs
- レインボー 『アイ・サレンダー』
- レイクサイド 『ファンタスティック・ヴォヤージ』
- ロジャー・テイラー 『ファン・イン・スペース』
- ローリング・ストーンズ 『刺青の男』
- スティーヴ・ウィンウッド 『ユー・シー・ア・チャンス』

## 総合ランキング

### 総合シングル
年間TOP50
- 集計会社 オリコン

※1980年12月1日付 - 1981年11月30日付
- 1位 寺尾聰：「ルビーの指環」
- 2位 竜鉄也：「奥飛騨慕情」
- 3位 近藤真彦：「スニーカーぶる〜す」
- 4位 イモ欽トリオ：「ハイスクールララバイ」
- 5位 松山千春：「長い夜」
- 6位 都はるみ：「大阪しぐれ」
- 7位 シャネルズ：「街角トワイライト」
- 8位 五輪真弓：「恋人よ」
- 9位 松田聖子：「チェリーブラッサム」
- 10位 松任谷由実：「守ってあげたい」
- 11位 近藤真彦：「ブルージーンズ メモリー」
- 12位 田原俊彦：「恋＝Do!」
- 13位 雅夢：「愛はかげろう」
- 14位 松田聖子：「夏の扉」
- 15位 T.C.R.横浜銀蝿R.S.：「ツッパリHigh School Rock'n Roll (登校編)」
- 16位 山本譲二：「みちのくひとり旅」
- 17位 松村和子：「帰ってこいよ」
- 18位 堀江淳：「メモリーグラス」
- 19位 寺尾聰：「SHADOW CITY」
- 20位 近藤真彦：「ヨコハマ・チーク」
- 21位 近藤真彦：「ギンギラギンにさりげなく」
- 22位 石原裕次郎：「ブランデーグラス」
- 23位 松田聖子：「白いパラソル」
- 24位 田原俊彦：「ブギ浮ぎI LOVE YOU」
- 25位 西田敏行：「もしもピアノが弾けたなら」
- 26位 チャゲ&飛鳥：「万里の河」
- 27位 杉村尚美：「サンセット・メモリー」
- 28位 ザ・ぼんち：「恋のぼんちシート」
- 29位 シャネルズ：「ハリケーン」
- 30位 五十嵐浩晃：「ペガサスの朝」
- 31位 川中美幸：「ふたり酒」
- 32位 ザ・ヴィーナス：「キッスは目にして!」
- 33位 石川ひとみ：「まちぶせ」
- 34位 松田聖子：「風立ちぬ」
- 35位 田原俊彦：「悲しみ2(TOO)ヤング」
- 36位 中島みゆき：「ひとり上手」
- 37位 クリエーション：「ロンリー・ハート (Lonely Hearts)」
- 38位 矢野顕子：「春咲小紅」
- 39位 田原俊彦：「キミに決定!」
- 40位 エマニエル：「シティ・コネクション」
- 41位 矢沢永吉：「抱かれたい、もう一度 -LOVE THAT WAS LOST-」
- 42位 石川優子：「シンデレラ サマー」
- 43位 伊藤つかさ：「少女人形」
- 44位 T.C.R.横浜銀蝿R.S.：「羯徒毘ロ薫'狼琉」
- 45位 岩崎宏美：「すみれ色の涙」
- 46位 クインシー・ジョーンズ：「愛のコリーダ」
- 47位 寺尾聰：「出航 SASURAI」
- 48位 田原俊彦：「グッドラックLOVE」
- 49位 南佳孝：「スローなブギにしてくれ (I want you)」
- 50位 山口百恵：「一恵」

### 総合アルバム
年間TOP50
※1980年12月1日付 - 1981年11月30日付（データはLP・CT合算での集計）
- 1位 寺尾聰：『Reflections』
- 2位 大滝詠一：『A LONG VACATION』
- 3位 アラベスク：『グレイテスト・ヒッツ』
- 4位 松山千春：『時代をこえて』
- 5位 T.C.R.横浜銀蝿R.S.：『ぶっちぎりII』
- 6位 オフコース：『We are』
- 7位 中島みゆき：『臨月』
- 8位 ノーランズ：『恋のハッピー・デート』
- 9位 ノーランズ：『セクシー・ミュージック』
- 10位 五輪真弓：『恋人よ』
- 11位 シャネルズ：『Heart & Soul』
- 12位 松山千春：『木枯しに抱かれて』
- 13位 サザンオールスターズ：『ステレオ太陽族』
- 14位 シーナ・イーストン：『モダン・ガール』
- 15位 オフコース：『SELECTION 1978-81』
- 16位 リチャード・クレイダーマン：『愛のコンチェルト』
- 17位 松田聖子：『North Wind』
- 18位 松田聖子：『Silhouette 〜シルエット〜』
- 19位 阿川泰子：『SUNGLOW』
- 20位 さだまさし：『うつろひ』
- 21位 T.C.R.横浜銀蝿R.S.：『仏恥義理蹉蝿怒』
- 22位 アラベスク：『ビリーズ・バーベキュー』
- 23位 シャネルズ：『LIVE AT WHISKY A GO GO』
- 24位 クインシー・ジョーンズ：『愛のコリーダ』
- 25位 T.C.R.横浜銀蝿R.S.：『ぶっちぎり』
- 26位 八神純子：『JUNKO THE BEST』
- 27位 原由子：『はらゆうこが語るひととき』
- 28位 イエロー・マジック・オーケストラ：『BGM』
- 29位 ジョン・レノン&オノ・ヨーコ：『ダブル・ファンタジー』
- 30位 田原俊彦：『TOSHI'81』
- 31位 近藤真彦：『Thank 愛 You』
- 32位 高中正義：『虹伝説 THE RAINBOW GOBLINS』
- 33位 伊藤つかさ：『つかさ』
- 34位 竜鉄也：『奥飛騨慕情』
- 35位 アリス：『ALICE IX 謀反』
- 36位 チャゲ&飛鳥：『熱風』
- 37位 ザ・ヴィーナス：『ラブ・ポーション No.1』
- 38位 松田聖子：『風立ちぬ』
- 39位 渡辺貞夫：『オレンジ・エクスプレス』
- 40位 松任谷由実：『SURF&SNOW』
- 41位 ABBA：『スーパー・トゥルーパー』
- 42位 五十嵐浩晃：『ナチュラル・ロード』
- 43位 アラベスク：『さわやかメイク・ラブ』
- 44位 谷村新司：『海を渡る蝶』
- 45位 松任谷由実：『昨晩お会いしましょう』
- 46位 南佳孝：『シルク・スクリーン』
- 47位 オムニバス：『SNAKEMAN SHOW』
- 48位 サウンドトラック：『ブルージーンズ メモリー』
- 49位 喜多郎：『シルクロードII』
- 50位 阿川泰子：『JOURNEY』

※21位の『仏恥義理蹉蝿怒（ぶっちぎりさあど）』の「あ」は、王偏に蝿（"王蝿"で1文字）が正確な表記であるが、常用漢字外であるため変換できない。ATOK、IMEなどすべての日本語変換システムにおいて該当する文字が当てられていないため、Web上での表記は不可能。記事上では当て字『蝿』を使用。

## イベント
| 開催日   | タイトル                                                                                |
| -------- | --------------------------------------------------------------------------------------- |
| 8月9日   | Rock'n Roll Olympic 1981                                                                |
| 12月31日 | ASAKUSA NEW YEAR ROCK FESTIVAL ROCKER達 立ち止まるな ゴールはまだ見えない 9th 1981-1982 |
| 12月31日 | 第32回NHK紅白歌合戦                                                                     |

## 主な音楽賞

### 第23回日本レコード大賞
- 大賞
  - ルビーの指環／寺尾聰
- 最優秀歌唱賞 
  - すみれ色の涙／岩崎宏美
- 最優秀新人賞
  - ギンギラギンにさりげなく／近藤真彦
- 金賞
  - あなたひとすじ／川中美幸
  - 命あたえて／森進一
  - 哀しみ本線日本海／森昌子
  - 人生かくれんぼ／五木ひろし
  - ス・ト・リ・ッ・パ・ー／沢田研二
  - センチメンタルガール／西城秀樹
  - 街角トワイライト／シャネルズ
  - もしもピアノが弾けたなら／西田敏行
- ゴールデン・アイドル賞
  - 風立ちぬ／松田聖子
  - グッドラックLOVE／田原俊彦
  - スマイル・フォー・ミー／河合奈保子
  - ハロー・グッバイ／柏原よしえ
- 新人賞
  - てれてZinZin／竹本孝之
  - 父さん／祐子と弥生
  - 函館本線／山川豊
  - はみだしチャンピオン／沖田浩之

### 第12回日本歌謡大賞
- 大賞
  - ルビーの指環／寺尾聰
- 放送音楽新人賞
  - ギンギラギンにさりげなく／近藤真彦
  - 函館本線／山川豊
- 放送音楽賞
  - 風立ちぬ／松田聖子
  - グッドラックLOVE／田原俊彦
  - 港・ひとり唄／五木ひろし
  - ス・ト・リ・ッ・パ・ー／沢田研二
  - センチメンタルガール／西城秀樹

### その他
| 賞                                                    | 受賞作・受賞者 |
| ----------------------------------------------------- | --- |
| 第22回ポピュラーソングコンテストつま恋本選会          | - グランプリ - アラジン「完全無欠のロックンローラー」 - 優秀曲賞 - 相曽晴日「舞」、MORE「アムール」、スパンキー「愛（かな）しいSay,I love you forever」、古賀孝「哀しみはイエスタディ」 - 入賞 - フロッケン「海からの風」、サウスウェル「マイホームタウン」、山下弥生「さらばアモーレミヨ」、アス「ほこりにまみれて」、藤田久美子「想い」、チャウチャウ「リメンバー・アゲイン」、坪倉唯子「Easy Going」 - 川上賞 - ダンボ「野球の好きなカリントちゃん」、及川ちさ「好きよあなた」 |
| 第21回ポピュラーソングコンテストつま恋本選会          | - グランプリ - 伊藤敏博「サヨナラ模様」 - 優秀曲賞 - セシル「追想」、マタハリ「今ブルースが聞こえる」、第弐特殊部隊「School Boy」、SKY「お父」 - 入賞 - CP-O2「つかれるのはイヤ!」、玉山秀之「Down Town」、「藤田久美子」、「あきら」、みでぃあむ「通り過ぎればいいのに」 |
| 第19回ゴールデン・アロー賞                            | - 音楽賞 - 寺尾聰 - 新人賞（音楽） - 近藤真彦 |
| 第14回下谷賞                                          | - 下谷賞 - 該当作なし |
| 第14回日本有線大賞                                    | - 大賞 - 竜鉄也「奥飛騨慕情」 |
| 第14回全日本有線放送大賞                              | - 上期 - 寺尾聰「ルビーの指環」 - 年間 - 山本譲二「みちのくひとり旅」 |
| 第14回日本作詩大賞                                    | - 大賞 - 西田敏行「もしもピアノが弾けたなら」（作詞:阿久悠） |
| 第14回新宿音楽祭                                      | - 金賞 - 近藤真彦、山川豊 - 銀賞 - 沖田浩之、竹本孝之、祐子と弥生、ニック・ニューサ - 敢闘賞 - ひかる一平、早世ひとみ - 審査員特別奨励賞 - 堤大二郎 |
| 第13回サントリー音楽賞                                | - 柴田南雄 |
| 第12回世界歌謡祭                                      | - オズヴァルド・ロドリゲス「希望への道」、アラジン「完全無欠のロックンローラー」 |
| 第11回モービル音楽賞                                  | - 邦楽部門 - 太田里子 - 洋楽部門（本賞） - 武満徹 |
| 第11回創作合唱曲公募                                  | - 入賞 - 瑞木薫「女の子のマーチ」 - 佳作 - 近藤春恵「ばっぷくどん」 |
| 第10回FNS歌謡祭                                       | - グランプリ - 寺尾聰「ルビーの指環」 - 最優秀歌唱賞 - 岩崎宏美「すみれ色の涙」 - 最優秀新人賞 - 近藤真彦「ギンギラギンにさりげなく」 - 最優秀ヒット賞 - 竜鉄也「奥飛騨慕情」 - 最優秀視聴者賞 - 五木ひろし「港ひとりうた」 - 特別賞 - 五木ひろし |
| 第10回東京音楽祭                                      | - ノーランズ「セクシー・ミュージック」 |
| 第9回銀座音楽祭                                       | - グランプリ - 近藤真彦 |
| 第9回ウィンナーワルド・オペラ賞                       | - オペラ大賞 - 該当なし - オペラ賞 - 浦野りせ子、毛利純子、松本進、佐藤征一郎 - 新人賞 - 該当なし - 特別賞 - 国立音楽大学オペラ委員会 |
| 第7回全日本歌謡音楽祭                                 | - ゴールデングランプリ - 寺尾聰「ルビーの指環」 - 最優秀新人賞 - 近藤真彦 |
| 第7回横浜音楽祭                                       | - 最優秀新人賞 - 近藤真彦 |
| 第7回日本テレビ音楽祭                                 | - グランプリ - 寺尾聰「ルビーの指環」 |
| 第7回日本演歌大賞                                     | - 大賞 - 森進一「命あたえて」 |
| 第7回ABC歌謡新人グランプリ                            | - 近藤真彦 |
| 第6回南里文雄賞                                       | - ジョージ川口 |
| 第6回ライオンリスナーズグランプリ・FM東京最優秀新人賞 | - 近藤真彦 |
| 第5回長崎歌謡祭                                       | - グランプリ - 松本伊代 |
| 第2回古賀政男記念音楽大賞                             | - 森進一「命あたえて」 |
| 第2回入野賞                                           | - 莱孝之『"Isolation" for bass clarinet & tape』 |
| 第1回入野賞                                           | - 藤田正典『"Aurora IV " for piano and orchestra』 |
| 第1回日本作曲大賞                                     | - 松任谷由実「守ってあげたい」（作曲:松任谷由実） |

## デビュー
- 1月1日 - ザ・ぼんち／恋のぼんちシート
- 1月10日 - 真咲よう子／女のみれん…厳密には再デビュー[注 5]
- 1月25日 - 杉村尚美／サンセット・メモリー…ソロデビュー
- 1月 - 本田博太郎／風の旅人
- 1月 - 美木良介／涙きれいだね
- 2月2日 - デュラン・デュラン／プラネット・アース
- 2月5日 - 山川豊／函館本線
- 2月21日 - スネークマンショー／スネークマン・ショー
- 2月25日 - 河合夕子／東京チークガール
- 2月 - 姫神／奥の細道
- 3月21日 - 沖田浩之／E気持
- 3月21日 - 矢野良子／ちょっと好奇心
- 3月25日 - 織田哲郎／色あせた街…ソロデビュー
- 4月5日 - 倉橋ルイ子／ガラスのYESTERDAY
- 4月21日 - 原由子／I Love Youはひとりごと…ソロデビュー
- 4月21日 - 古手川祐子／愛想笑い
- 4月21日 - 堀江淳／メモリーグラス
- 4月23日 - 堤大二郎／燃えてパッション
- 4月25日 - 横須賀昌美／恋のマグニチュード
- 5月1日 - 当山ひとみ／ドア越しのGood Song (So Many Times)
- 5月21日 - ひかる一平／青空オンリー・ユー
- 5月25日 - スターダストレビュー／シュガーはお年頃
- 6月1日 - J-WALK（現・THE JAYWALK）／Jay-Walk／ジャストビコーズ
- 6月5日 - コロッケ／だからダンシング
- 6月5日 - ビートたけし／いたいけな夏
- 6月21日 - 角松敏生／YOKOHAMA Twilight Time／SEA BREEZE
- 6月21日 - 水谷大輔／星屑海岸
- 6月21日 - THE MODS／崩れ落ちる前に／FIGHT OR FLIGHT
- 6月25日 - 石毛礼子／旅の手帖
- 7月5日 - エマニエル／シティ・コネクション…日本デビュー
- 7月5日 - MIE／ブラームスはロックがお好き…ソロデビュー
- 7月21日 - 竹本孝之／てれてZIN ZIN
- 7月21日 - BLACK CATS／ジニージニージニー
- 7月25日 - 祐子と弥生／父さん
- 8月5日 - イモ欽トリオ／ハイスクールララバイ
- 8月5日 - 高樹澪／恋の女のストーリー
- 8月21日 - 麻倉未稀／ミスティ・トワイライト
- 8月25日 - 時任三郎／川の流れを抱いて眠りたい
- 8月25日 - とんねるず／ピョン吉・ロックンロール
- 9月1日 - 伊藤つかさ／少女人形
- 9月21日 - 泰葉／フライディ・チャイナタウン
- 10月1日 - 影山ヒロノブ／今日を生きよう…ソロデビュー
- 10月21日 - 烏丸せつこ／JINX
- 10月21日 - 松谷祐子／ラムのラブソング
- 10月21日 - 松本伊代／センチメンタル・ジャーニー
- 10月21日 - 宮崎美子／NO RETURN
- 11月1日 - 白井貴子／内気なマイ・ボーイ
- 11月1日 - 蓑谷雅彦（現・みのや雅彦）／白い嵐
- 11月8日 - Johnny／ジェームス・ディーンのように…ソロデビュー
- 11月14日 - アラジン／完全無欠のロックンローラー
- 11月21日 - 遠藤響子／告白テレフォン
- 11月21日 - 尾形大作／倖せ なみだ色
- 11月21日 - Sugar／ウエディング・ベル
- 11月21日 - 又吉&なめんなよ／なめんなよ
- 11月21日 - 宮田恭男／ガール
- 11月21日 - 薬師丸ひろ子／セーラー服と機関銃
- 11月21日 - マリーン／『ファースト・ラヴのように』
- 11月25日 - 華盛開／愛はポケットの中に
- 11月25日 - LOUDNESS／『THE BIRTHDAY EVE 〜誕生前夜〜』
- 11月28日 - 増田けい子／すずめ…ソロデビュー
- 12月5日 - 山田邦子／邦子のかわい子ぶりっ子（バスガイド篇）
- 12月21日 - ひょうたん三銃士（岡竜也、光石研、柳沢慎吾）／センセーショナルヒロコ
- 12月25日 - 定岡正二／男が一人
- 12月 - 森若里子／そんなあんたに惚れました
- 月日不明 - 鮎川誠／クール・ソロ
- 月日不明 - 伊藤秀志／送り火
- 月日不明 - トッシュ／ヤットデタマンの歌
- 月日不明 - 野宮真貴／女ともだち
- 月日不明 - ビジーフォー／たいへん!バイキン音頭

## 解散・活動休止
- 3月31日 - ピンク・レディー[注 2]（1984年再結成）
- 4月27日 - ポール・マッカートニー&ウイングス
- 5月31日 - レイジー（1997年再結成）
- 9月22日 - スペクトラム
- 11月7日 - アリス（2009年再始動）
- 12月 - プラスチックス
- 12月31日 - ダウン・タウン・ブギウギ・バンド

### 年内
- アート・ベアーズ
- アパッチ
- イエス（1983年活動再開）
- INU
- 太田裕美（1983年活動再開）
- グラデュエイト
- シーウィンド
- ジグソー
- スティーリー・ダン（1993年活動再開）
- スピニッヂ・パワー
- 世良公則&ツイスト（1993年再結成）
- デューン
- トランザム
- バズコックス（1989年再結成）
- ベイビーズ
- ボブ・マーリー&ザ・ウェイラーズ
- マガジン（2009年再結成）
- 森田公一とトップギャラン
- ロックパイル

## 再結成
- キング・クリムゾン（ - 1984年）
- サイモン&ガーファンクル（ - 1984年）
- ザ・ジャガーズ（ - 2009年）
- ステッペンウルフ
- ザ・タイガース（ - 1983年）
- ペンタングル
- モダン・ジャズ・カルテット（ - 1995年）
- ザ・ワイルドワンズ

## 引退
- 石野真子（8月）[注 3]

## 誕生
- 1月4日 - K（神奈川県、歌手、元GUNDOG/元Pay money To my Pain、+2012年）
- 1月9日 - 中山うり（埼玉県、歌手）
- 1月9日 - ハジ→（宮城県、歌手、ハジメノヨンポ）
- 1月13日 - かみじょうちひろ（長野県、ドラマー、9mm Parabellum Bullet）
- 1月14日 - 佐賀龍彦（京都府、俳優・歌手、Le Velvets）
- 1月15日 - ピットブル（ アメリカ合衆国、ラッパー）
- 1月19日 - 藤岡幹大（兵庫県、ギタリスト、TRICK BOX/仮BAND、+2018年）
- 1月20日 - HIRO（愛知県、歌手、元ketchup mania）
- 1月25日 - アリシア・キーズ（、シンガーソングライター）
- 1月28日 - 星野源（埼玉県、歌手・俳優、元SAKEROCK）
- 1月29日 - 青木隆治（神奈川県、ものまねタレント・歌手）
- 1月31日 - ジャスティン・ティンバーレイク（、シンガーソングライター）
- 2月2日 - SOH（佐賀県、歌手、GReeeeN）
- 2月9日 - 知念里奈（沖縄県、歌手・女優）
- 2月11日 - ケリー・ローランド（、ミュージシャン、元デスティニーズ・チャイルド）
- 2月15日 - 上江洌清作（沖縄県、歌手、MONGOL800）
- 2月17日 - Nakamura（京都府、歌手、DUFF）
- 2月18日 - TETSUYA（秋田県、ダンサー、EXILE/EXILE THE SECOND/元J Soul Brothers）
- 2月23日 - 中原麻衣（福岡県、歌手・声優）
- 2月26日 - 景夕（静岡県、歌手、Kra）
- 3月1日 - 清水達也/Tatsh/世阿弥（千葉県、ゲーム音楽家）
- 3月4日 - YORK（神奈川県、歌手、DEEP）
- 3月11日 - 岩寺基晴（北海道、ギタリスト、サカナクション）
- 3月12日 - 我那覇美奈（鹿児島県、歌手）
- 3月12日 - TO-C（静岡県、歌手、元NEVER LAND/元warp-generation）
- 3月16日 - 坂上庸介（兵庫県、歌手、元SPIRAL SPIDERS）
- 3月17日 - 馬原美穂（宮崎県、歌手）
- 3月18日 - ISAKICK（福岡県、ベーシスト、175R）
- 3月19日 - Giz'Mo（歌手・ベーシスト、Jam9）
- 3月21日 - 鮫島巧（東京都、ギタリスト、元Gonna be fun/元STARS/元YELLOW FRIED CHICKENz）
- 3月23日 - 辻本健司（京都府、ベーシスト、Chicago Poodle）
- 3月26日 - 清水愛（東京都、歌手・声優）
- 3月29日 - 鎮座DOPENESS（東京都、ラッパー、FNCY）
- 3月30日 - 田嶋悟士（兵庫県、ドラマー、ガガガSP）
- 3月31日 - 新谷良子（石川県、歌手・声優）
- 4月3日 - t-Ace（沖縄県、ラッパー）
- 4月4日 - 岡野宏典（静岡県、歌手）
- 4月6日 - 渡會将士（埼玉県、歌手、FoZZtone）
- 4月7日 - 華月（東京都、ギタリスト、+2000年）
- 4月7日 - 新垣仁絵（沖縄県、歌手、元SPEED）
- 4月17日 - 中田裕二（熊本県、歌手、元椿屋四重奏）
- 4月18日 - 星村麻衣（島根県、シンガーソングライター）
- 4月21日 - 及川奈央（広島県、女優・タレント・元歌手）
- 4月27日 - コウスケ（鹿児島県、歌手、カサリンチュ）
- 5月2日 - 佐藤利奈（福岡県、声優・歌手、N's/みなみけ3姉妹）
- 5月3日 - U;Nee（、歌手・女優、+2007年）
- 5月8日 - littlebee（兵庫県、歌手、supreme sound recreation）
- 5月9日 - 横山裕（大阪府、歌手・タレント、SUPER EIGHT）
- 5月9日 - Shen（、ミュージシャン、Def Tech）
- 5月10日 - 悠介（ギタリスト、lynch.）
- 5月12日 - 松田幸治（広島県、歌手、元GiFT）
- 5月13日 - 森晴義/halyosy（岐阜県、歌手、元absorb）
- 5月14日 - 野久保直樹（静岡県、俳優、タレント、元歌手、元羞恥心）
- 5月14日 - MEGA-G（東京都、ラッパー、JUSWANNA/STONEDZ PROJECT）
- 5月17日 - ヒロシ・ドット（福岡県、歌手、元T-Pistonz+KMC）
- 5月17日 - SHIGE（歌手、元MICRON' STUFF）
- 5月21日 - 竹本洋介（広島県、歌手、元GiFT/LAST FIRST）
- 5月25日 - 大西俊也（三重県、シンガーソングライター、ivory7 chord）
- 6月5日 - 金子ノブアキ（東京都、ドラマー・俳優、RIZE）
- 6月6日 - 須長和広（東京都、ベーシスト、quasimode）
- 6月7日 - 有馬和樹（神奈川県、歌手、おとぎ話）
- 6月8日 - 野中藍（福岡県、歌手・声優）
- 6月11日 - KMC（福岡県、歌手、元T-Pistonz+KMC）
- 6月17日 - KEN THE 390（ラッパー、元TARO SOUL&KEN THE 390）
- 6月20日 - 三浦友理枝（東京都、ピアニスト）
- 7月2日 - 乾英明（歌手・ギタリスト、元黒赤ちゃん）
- 7月4日 - 菅原愛子（歌手、クレイジーケンバンド）
- 7月6日 - ノッツ（山口県、音楽家・漫画家、KNOTS BAND）
- 7月8日 - 江島啓一（北海道、ドラマー、サカナクション）
- 7月8日 - 鈴木繭菓（静岡県、元女優・元歌手、元BLiSTAR）
- 7月9日 - 小泉ニロ（北海道、歌手）
- 7月11日 - YUKI/櫻井有紀（歌手、Raphael/元rice）
- 7月12日 - 晁直（ドラマー、lynch.）
- 7月13日 - 前川真悟（沖縄県、歌手、かりゆし58）
- 7月14日 - YOMI（宮城県、歌手、ナイトメア/仙台貨物）
- 7月22日 - 季子（大阪府、歌手・元声優）
- 7月24日 - LEO今井（東京都、歌手、Kimonos/METAFIVE）
- 7月26日 - 市川和則（静岡県、ギタリスト、元羊毛とおはな）
- 7月28日 - 城戸紘志（京都府、ドラマー、JUDE/unkie）
- 8月4日 - TARO SOUL（神奈川県、ラッパー、元TARO SOUL & KEN THE 390）
- 8月5日 - 柴咲コウ（東京都、女優・元歌手）
- 8月5日 - 浜野謙太（神奈川県、歌手・俳優、在日ファンク/元SAKEROCK）
- 8月6日 - 浦井健治（東京都、俳優・歌手、StarS）
- 8月8日 - 飯田圭織（北海道、歌手、元モーニング娘。）
- 8月10日 - 安倍なつみ（北海道、歌手、元モーニング娘。）
- 8月10日 - BINGO（歌手、MICRON' STUFF）
- 8月14日 - 東野ハマジ（千葉県、歌手、SHORT LEG SUMMER）
- 8月22日 - 斎藤工（東京都、俳優・元歌手）
- 8月23日 - 黒澤良平（AKIRA）（静岡県、ダンサー、EXILE）
- 8月28日 - 結城アイラ（歌手・作詞家）
- 8月31日 - SAY（長野県、歌手）
- 9月1日 - 臼井嗣人（神奈川県、歌手）
- 9月2日 - ANARCHY（京都府、ラッパー）
- 9月4日 - ジェロ（、演歌歌手）
- 9月4日 - ビヨンセ（、シンガーソングライター、元デスティニーズ・チャイルド）
- 9月8日 - 市川幸司（高知県、歌手、MANA SLAYPNILE）
- 9月11日 - 秋野温（埼玉県、歌手、鶴）
- 9月14日 - MIYAVI（大阪府、歌手・ギタリスト、元Dué le quartz/元S.K.I.N.）
- 9月14日 - 安達祐実（東京都、女優、元歌手）
- 9月15日 - 山本聡（兵庫県、ギタリスト、ガガガSP）
- 9月16日 - JAY'ED（ ニュージーランド、歌手、MIDNIGHT LONELY BOYZ）
- 9月22日 - 渋谷すばる（大阪府、歌手・タレント、元関ジャニ∞）
- 9月24日 - 谷澤智文（岐阜県、歌手）
- 9月24日 - 森田剛史（兵庫県、歌手、セックスマシーン）
- 10月2日 - 越川和磨（和歌山県、ギタリスト、元毛皮のマリーズ/元THE STARBEMS）
- 10月4日 - TOC（新潟県、歌手、Hilcrhyme）
- 10月6日 - タツヒロ（鹿児島県、歌手、カサリンチュ）
- 10月6日 - 早川えみ（愛知県、元ファッションモデル、元歌手）
- 10月11日 - かとうれい子（東京都、歌手）
- 10月16日 - 真中潤（東京都、歌手）
- 10月17日 - 今井翼（神奈川県、歌手・タレント、元タッキー&翼）
- 10月17日 - 榎本くるみ（愛知県、歌手）
- 10月25日 - 山内総一郎（大阪府、歌手、フジファブリック）
- 10月26日 - 石垣秀基（東京都、歌手、HIDE×HIDE）
- 11月2日 - AI（ アメリカ合衆国、歌手）
- 11月7日 - TAMATE BOX（東京都、歌手、元ラバーキャロッツ/UNIST）
- 11月7日 - 寺尾紗穂（歌手）
- 11月8日 - YUICHIRO（長崎県、歌手、DEEP）
- 11月11日 - Tiara（静岡県、歌手）
- 11月20日 - 畠山承平（歌手、The Mirraz）
- 11月27日 - ゴム（歌手・ギタリスト、HoneyWorks）
- 11月29日 - KYOHEI（神奈川県、歌手、Honey L Days）
- 12月2日 - ブリトニー・スピアーズ（、歌手）
- 12月5日 - SHIKATA（長崎県、歌手）
- 12月8日 - AZU（三重県、歌手）
- 12月8日 - KIM（青森県、歌手、元Hi-Fi CAMP）
- 12月17日 - Rum（東京都、歌手、元Heartsdales）
- 12月18日 - Saki（福岡県、歌手、RSP）
- 12月22日 - 椛田早紀（大分県、歌手、CLOVER/MILK FUDGE/tokage）
- 12月22日 - 安めぐみ（東京都、タレント・元歌手、元リリメグ）
- 月日不明 - カクマクシャカ（沖縄県、ラッパー）
- 月日不明 - 樹里からん（歌手）
- 月日不明 - アヤヲ（三重県、歌手、Gulliver Get）

## 死去
- 1月1日 - ヘプシバ・メニューイン、アメリカ合衆国出身のピアノ奏者（* 1920年）
- 1月23日 - サミュエル・バーバー、アメリカ合衆国の作曲家（* 1910年）
- 1月29日 - キップ・ハミルトン（英語版）、アメリカ合衆国の女優、歌手（* 1935年）
- 2月1日 - ゲイル・トヴェイト、ノルウェーの作曲家（* 1908年）
- 2月6日 - ウーゴ・モンテネグロ（英語版）、アメリカ合衆国の作曲家（* 1925年）
- 2月9日 - ビル・ヘイリー、アメリカ合衆国のロックンロールミュージシャン（* 1925年）
- 2月15日 - カール・リヒター、ドイツのオルガン奏者・指揮者（* 1926年）
- 2月26日 - ハワード・ハンソン、アメリカ合衆国の作曲家（* 1896年）
- 2月27日 - アイク・アイザックス、アメリカ合衆国のジャズベーシスト（* 1923年）
- 3月2日 - 蘆原英了、日本の音楽評論家・舞踏評論家（* 1907年）
- 3月7日 - キリル・コンドラシン、ソビエト連邦の指揮者（* 1914年）
- 3月18日 - 佐伯孝夫、日本の作詞家（* 1902年）
- 3月24日 - 紙恭輔、日本の作曲家・指揮者、日本初の本格的ジャズプレーヤー（* 1902年）
- 4月12日  - ヘンドリク・アンドリーセン、オランダの作曲家・オルガン奏者（* 1892年）
- 4月14日 - イヴァン・ガラミアン、アメリカ合衆国のヴァイオリニスト（* 1903年）
- 4月28日 - スティーヴ・カーリー（英語版）、イングランドのベーシスト、T・レックスの元メンバー（* 1947年）
- 4月29日 - キャット・アンダーソン、アメリカ合衆国のジャズトランペット奏者（* 1916年）
- 5月6日 - 長谷川良夫、日本の作曲家（* 1907年）
- 5月11日 - ボブ・マーリー、ジャマイカ出身のレゲエミュージシャン（* 1945年）
- 5月17日 - ヒューゴー・フリードホーファー、アメリカ合衆国の作曲家（* 1901年）
- 5月17日 - 服部富子、日本の歌手（* 1917年）
- 5月18日 - 大塚博堂、日本のシンガーソングライター（* 1944年）
- 7月13日 - 平岡養一、日本のシロフォン奏者（* 1907年）
- 7月16日 - 四家文子、日本の歌手・声楽家（* 1906年）
- 7月16日 - ハリー・チェイピン（英語版）、アメリカ合衆国のシンガーソングライター（* 1942年）
- 8月3日 - 勝承夫、日本の詩人・作詞家、元日本音楽著作権協会会長・元東洋大学理事長（* 1902年）
- 8月14日 - カール・ベーム、オーストリアの指揮者（* 1894年）
- 9月9日 - サンドラ・ティリー（英語版）、アメリカ合衆国の歌手、The Velvelettes（英語版）メンバー（* 1943年または1945年/1946年）
- 9月14日 - 清瀬保二、日本の作曲家（* 1900年）
- 9月19日 - 町田佳声、日本の音楽評論家（* 1888年）
- 9月21日 - トニー・オーバン、フランスの作曲家・音楽教師（* 1907年）
- 10月13日 - マリウス・カサドシュ、フランスのヴァイオリニスト・作曲家（* 1892年）
- 10月29日 - ジョルジュ・ブラッサンス、フランスの歌手・作曲家・詩人（* 1921年）
- 11月22日 - 平野愛子、日本の歌手（* 1919年）
- 11月23日 - ルドルフ・イェッテル、オーストリアのクラリネット奏者（* 1903年）
- 11月25日 - ジャック・アルバートソン、アメリカ合衆国の俳優・コメディアン・ダンサー・歌手（* 1907年）
- 11月27日 - ロッテ・レーニャ、オーストリアの歌手・女優（* 1898年）
- 12月27日 - ホーギー・カーマイケル、アメリカ合衆国の作曲家・歌手・ピアニスト（* 1899年）